# Xinfu (socken i Kina, Heilongjiang, lat 47,40, long 131,45)
Xinfu (kinesiska: 新富, 新富乡) är en socken i Kina. Den ligger i provinsen Heilongjiang, i den nordöstra delen av landet, omkring 410 kilometer nordost om provinshuvudstaden Harbin. Antalet invånare är 2 649. Befolkningen består av 1 256 kvinnor och 1 393 män. Barn under 15 år utgör 16,0 %, vuxna 15-64 år 77 %, och äldre över 65 år 5,0 %.
Genomsnittlig årsnederbörd är 823 millimeter. Den regnigaste månaden är juli, med i genomsnitt 181 mm nederbörd, och den torraste är januari, med 7 mm nederbörd.